# Јанош Дудаш
Јанош Дудаш (мађ. Dudás János; 13. фебруар 1911 — 1979) био је мађарски фудбалски везни фудбалер који је играо за Мађарску на светским првенствима 1934. и 1938. године. На клупском нивоу је играо за МТК.